# Grand Prix Turcji 2008
Grand Prix Turcji 2008 – piąta runda Mistrzostw Świata Formuły 1 w sezonie 2008.

## Lista startowa
| Nr | Kierowca             | Zespół                    | Samochód           | Silnik                    | Opony |
| -- | -------------------- | ------------------------- | ------------------ | ------------------------- | ----- |
| 1  | Kimi Räikkönen       | Scuderia Ferrari Marlboro | Ferrari F2008      | Ferrari 056 2,4l V8       | B     |
| 2  | Felipe Massa         | Scuderia Ferrari Marlboro | Ferrari F2008      | Ferrari 056 2,4l V8       | B     |
| 3  | Nick Heidfeld        | BMW Sauber F1 Team        | BMW F1.08          | BMW P86/8 2,4l V8         | B     |
| 4  | Robert Kubica        | BMW Sauber F1 Team        | BMW F1.08          | BMW P86/8 2,4l V8         | B     |
| 5  | Fernando Alonso      | ING Renault F1 Team       | Renault R28        | Renault RS27-2008 2,4l V8 | B     |
| 6  | Nelson Piquet Jr.    | ING Renault F1 Team       | Renault R28        | Renault RS27-2008 2,4l V8 | B     |
| 7  | Nico Rosberg         | AT&T Williams F1 Team     | Williams FW30      | Toyota RVX-08 2,4l V8     | B     |
| 8  | Kazuki Nakajima      | AT&T Williams F1 Team     | Williams FW30      | Toyota RVX-08 2,4l V8     | B     |
| 9  | David Coulthard      | Red Bull Racing           | Red Bull RB4       | Renault RS27-2008 2,4l V8 | B     |
| 10 | Mark Webber          | Red Bull Racing           | Red Bull RB4       | Renault RS27-2008 2,4l V8 | B     |
| 11 | Jarno Trulli         | Panasonic Toyota Racing   | Toyota TF108       | Toyota RVX-08 2,4l V8     | B     |
| 12 | Timo Glock           | Panasonic Toyota Racing   | Toyota TF108       | Toyota RVX-08 2,4l V8     | B     |
| 14 | Sébastien Bourdais   | Scuderia Toro Rosso       | Toro Rosso STR02B  | Ferrari 056 2,4l V8       | B     |
| 15 | Sebastian Vettel     | Scuderia Toro Rosso       | Toro Rosso STR02B  | Ferrari 056 2,4l V8       | B     |
| 16 | Jenson Button        | Honda Racing F1 Team      | Honda RA108        | Honda RA808E 2,4l V8      | B     |
| 17 | Rubens Barrichello   | Honda Racing F1 Team      | Honda RA108        | Honda RA808E 2,4l V8      | B     |
| 20 | Adrian Sutil         | Force India F1 Team       | Force India VJM-01 | Ferrari 056 2,4l V8       | B     |
| 21 | Giancarlo Fisichella | Force India F1 Team       | Force India VJM-01 | Ferrari 056 2,4l V8       | B     |
| 22 | Lewis Hamilton       | Vodafone McLaren Mercedes | McLaren MP4-23     | Mercedes FO108V 2,4l V8   | B     |
| 23 | Heikki Kovalainen    | Vodafone McLaren Mercedes | McLaren MP4-23     | Mercedes FO108V 2,4l V8   | B     |
| Nr | Kierowca             | Zespół                    | Samochód           | Silnik                    | Opony |

## Wyniki

### Sesje treningowe
| Sesja | Nr | Kierowca       | Konstruktor      | Czas     | Okr. |
| ----- | -- | -------------- | ---------------- | -------- | ---- |
| 1     | 2  | Felipe Massa   | Ferrari          | 1:27.323 | 16   |
| 2     | 1  | Kimi Räikkönen | Ferrari          | 1:27.543 | 30   |
| 3     | 10 | Mark Webber    | Red Bull-Renault | 1:27.030 | 16   |

### Kwalifikacje

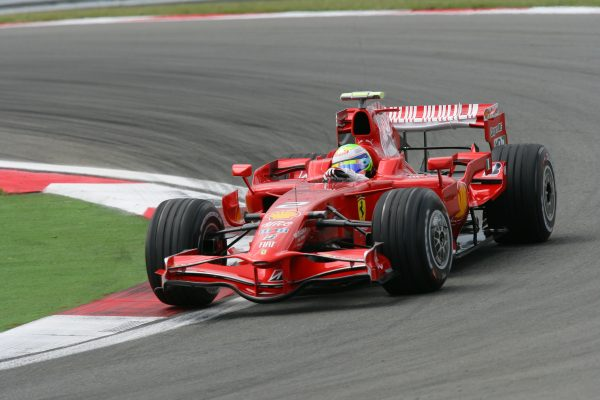
Felipe Massa podczas kwalifikacji

| Poz. | Nr | Kierowca             | Konstruktor         | Q1       | Q2       | Q3       | Poz. s. |
| --- | --- | -------------------- | ------------------- | -------- | -------- | -------- | ------- |
| 1 | 2 | Felipe Massa         | Ferrari             | 1:25.994 | 1:26.192 | 1:27.617 | 1       |
| 2 | 23 | Heikki Kovalainen    | McLaren-Mercedes    | 1:26.736 | 1:26.290 | 1:27.808 | 2       |
| 3 | 22 | Lewis Hamilton       | McLaren-Mercedes    | 1:26.192 | 1:26.477 | 1:27.923 | 3       |
| 4 | 1 | Kimi Räikkönen       | Ferrari             | 1:26.457 | 1:26.050 | 1:27.936 | 4       |
| 5 | 4 | Robert Kubica        | BMW Sauber          | 1:26.761 | 1:26.129 | 1:28.390 | 5       |
| 6 | 10 | Mark Webber          | Red Bull-Renault    | 1:26.773 | 1:26.466 | 1:28.417 | 6       |
| 7 | 5 | Fernando Alonso      | Renault             | 1:26.836 | 1:26.522 | 1:28.422 | 7       |
| 8 | 11 | Jarno Trulli         | Toyota              | 1:26.695 | 1:26.822 | 1:28.836 | 8       |
| 9 | 3 | Nick Heidfeld        | BMW Sauber          | 1:27.107 | 1:26.607 | 1:28.882 | 9       |
| 10 | 9 | David Coulthard      | Red Bull-Renault    | 1:26.939 | 1:26.520 | 1:29.959 | 10      |
| 11 | 7 | Nico Rosberg         | Williams-Toyota     | 1:27.367 | 1:27.012 |          | 11      |
| 12 | 17 | Rubens Barrichello   | Honda               | 1:27.355 | 1:27.219 |          | 12      |
| 13 | 16 | Jenson Button        | Honda               | 1:27.428 | 1:27.298 |          | 13      |
| 14 | 15 | Sebastian Vettel     | Toro Rosso-Ferrari  | 1:27.442 | 1:27.412 |          | 14      |
| 15 | 12 | Timo Glock           | Toyota              | 1:26.614 | 1:27.806 |          | 15      |
| 16 | 8 | Kazuki Nakajima      | Williams-Toyota     | 1:27.547 |          |          | 16      |
| 17 | 6 | Nelson Piquet Jr.    | Renault             | 1:27.568 |          |          | 17      |
| 18 | 14 | Sébastien Bourdais   | Toro Rosso-Ferrari  | 1:27.621 |          |          | 18      |
| 19 | 21 | Giancarlo Fisichella | Force India-Ferrari | 1:27.807 |          |          | 20      |
| 20 | 20 | Adrian Sutil         | Force India-Ferrari | 1:28.325 |          |          | 19      |
| Poz. | Nr | Kierowca             | Konstruktor         | Q1       | Q2       | Q3       | Poz. s. |
| \| Legenda \| Legenda \| \| ------------------------ \| ---------------------------------------------------------------------------------------------------------------------------------------------------------------------------------------------------------------------------------------------------------------- \| \| Poz. Nr Q1 Q2 Q3 Poz. s. \| Pozycja zajęta w sesji kwalifikacyjnej Numer startowy kierowcy Wynik uzyskany w pierwszej części kwalifikacji Wynik uzyskany w drugiej części kwalifikacji Wynik uzyskany w trzeciej części kwalifikacji Pozycja startowa po uwzględnięniu kar, przesunięć, itp. \| | |                      |                     |          |          |          |         |
| Legenda | |                      |                     |          |          |          |         |
| Poz. Nr Q1 Q2 Q3 Poz. s. | Pozycja zajęta w sesji kwalifikacyjnej Numer startowy kierowcy Wynik uzyskany w pierwszej części kwalifikacji Wynik uzyskany w drugiej części kwalifikacji Wynik uzyskany w trzeciej części kwalifikacji Pozycja startowa po uwzględnięniu kar, przesunięć, itp. |                      |                     |          |          |          |         |

### Wyścig

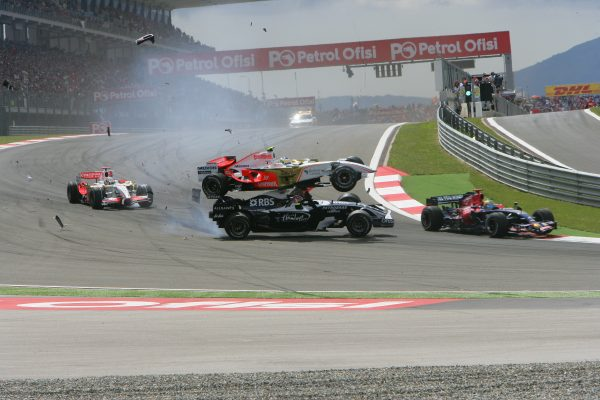
Giancarlo Fisichella nad Kazukim Nakajimą na pierwszym zakręcie po starcie wyścigu

| P                 | + / –     | Nr | Kierowca             | Konstruktor         | Okr. | Czas / Strata    | Komentarz                           |
| ----------------- | --------- | -- | -------------------- | ------------------- | ---- | ---------------- | ----------------------------------- |
| 1                 | Bez zmian | 2  | Felipe Massa         | Ferrari             | 58   | 1h26:49.451      |                                     |
| 2                 | 1         | 22 | Lewis Hamilton       | McLaren-Mercedes    | 58   | +0:03.779        |                                     |
| 3                 | 1         | 1  | Kimi Räikkönen       | Ferrari             | 58   | +0:04.271        |                                     |
| 4                 | 1         | 4  | Robert Kubica        | BMW Sauber          | 58   | +0:21.945        |                                     |
| 5                 | 4         | 3  | Nick Heidfeld        | BMW Sauber          | 58   | +0:38.741        |                                     |
| 6                 | 1         | 5  | Fernando Alonso      | Renault             | 58   | +0:53.724        |                                     |
| 7                 | 1         | 10 | Mark Webber          | Red Bull-Renault    | 58   | +1:04.229        |                                     |
| 8                 | 3         | 7  | Nico Rosberg         | Williams-Toyota     | 58   | +1:11.406        |                                     |
| 9                 | 1         | 9  | David Coulthard      | Red Bull-Renault    | 58   | +1:15.270        |                                     |
| 10                | 2         | 11 | Jarno Trulli         | Toyota              | 58   | +1:16.344        |                                     |
| 11                | 2         | 16 | Jenson Button        | Honda               | 57   | +1 okr.          |                                     |
| 12                | 10        | 23 | Heikki Kovalainen    | McLaren-Mercedes    | 57   | +1 okr. (00,783) |                                     |
| 13                | 2         | 12 | Timo Glock           | Toyota              | 57   | +1 okr. (05,291) |                                     |
| 14                | 2         | 17 | Rubens Barrichello   | Honda               | 57   | +1 okr. (06,031) |                                     |
| 15                | 2         | 6  | Nelson Piquet Jr.    | Renault             | 57   | +1 okr. (01,172) |                                     |
| 16                | 3         | 20 | Adrian Sutil         | Force India-Ferrari | 57   | +1 okr. (47,567) |                                     |
| 17                | 3         | 15 | Sebastian Vettel     | Toro Rosso-Ferrari  | 57   | +1 okr. (00,612) |                                     |
| Niesklasyfikowani |           |    |                      |                     |      |                  |                                     |
|                   |           | 14 | Sébastien Bourdais   | Toro Rosso-Ferrari  | 24   |                  | wypadł z toru                       |
|                   |           | 8  | Kazuki Nakajima      | Williams-Toyota     | 1    |                  | uszkodzenia po kolizji z Fisichellą |
|                   |           | 21 | Giancarlo Fisichella | Force India-Ferrari | 0    |                  | kolizja z Nakajimą                  |
| P                 | + / –     | Nr | Kierowca             | Konstruktor         | Okr. | Czas / Strata    | Komentarz                           |

### Najszybsze okrążenie
| Nr | Kierowca       | Konstruktor | Czas     | Okr. |
| -- | -------------- | ----------- | -------- | ---- |
| 1  | Kimi Räikkönen | Ferrari     | 1:26.506 | 20   |

## Prowadzenie w wyścigu
| Nr                              | Kierowca       | Okrążenia                 | Suma |
| ------------------------------- | -------------- | ------------------------- | ---- |
| 2                               | Felipe Massa   | 1-19, 22-23, 33-40, 46-58 | 42   |
| 22                              | Lewis Hamilton | 24-32, 44-45              | 11   |
| 1                               | Kimi Räikkönen | 20-21, 41-43              | 5    |
| \| Wykres \| \| ------ \| \| \| |                |                           |      |
| Wykres                          |                |                           |      |
|                                 |                |                           |      |

## Klasyfikacja po wyścigu

### Kierowcy
| P  | +/− | Kierowca             | Starty | Punkty | P1 | P2 | P3 | PP | NO | NS |
| -- | --- | -------------------- | ------ | ------ | -- | -- | -- | -- | -- | -- |
| 1  | 0   | Kimi Räikkönen       | 5      | 35     | 2  | 1  | 1  | 1  | 2  | -  |
| 2  | +2  | Felipe Massa         | 5      | 28     | 2  | 1  | -  | 2  | -  | 2  |
| 3  | −1  | Lewis Hamilton       | 5      | 28     | 1  | 1  | 1  | 1  | -  | -  |
| 4  | −1  | Robert Kubica        | 5      | 24     | -  | 1  | 1  | 1  | -  | 1  |
| 5  | 0   | Nick Heidfeld        | 5      | 20     | -  | 1  | -  | -  | 1  | -  |
| 6  | 0   | Heikki Kovalainen    | 5      | 14     | -  | -  | 1  | -  | 2  | 1  |
| 7  | +1  | Mark Webber          | 5      | 10     | -  | -  | -  | -  | -  | 1  |
| 8  | +2  | Fernando Alonso      | 5      | 9      | -  | -  | -  | -  | -  | 1  |
| 9  | −2  | Jarno Trulli         | 5      | 9      | -  | -  | -  | -  | -  | 1  |
| 10 | −1  | Nico Rosberg         | 5      | 8      | -  | -  | 1  | -  | -  | 1  |
| 11 | 0   | Kazuki Nakajima      | 5      | 5      | -  | -  | -  | -  | -  | 1  |
| 12 | 0   | Jenson Button        | 5      | 3      | -  | -  | -  | -  | -  | 2  |
| 13 | 0   | Sébastien Bourdais   | 5      | 2      | -  | -  | -  | -  | -  | 3  |
| 14 | +1  | David Coulthard      | 5      | -      | -  | -  | -  | -  | -  | 1  |
| 15 | −1  | Timo Glock           | 5      | -      | -  | -  | -  | -  | -  | 2  |
| 16 | 0   | Giancarlo Fisichella | 5      | -      | -  | -  | -  | -  | -  | 2  |
| 17 | 0   | Rubens Barrichello   | 5      | -      | -  | -  | -  | -  | -  | 2  |
| 18 | 0   | Nelson Piquet Jr.    | 5      | -      | -  | -  | -  | -  | -  | 3  |
| 19 | 0   | Takuma Satō          | 4      | -      | -  | -  | -  | -  | -  | 1  |
| 20 | 0   | Anthony Davidson     | 4      | -      | -  | -  | -  | -  | -  | 2  |
| 21 | 0   | Adrian Sutil         | 5      | -      | -  | -  | -  | -  | -  | 3  |
| 22 | N   | Sebastian Vettel     | 5      | -      | -  | -  | -  | -  | -  | 4  |
| P  | +/− | Kierowca             | Starty | Punkty | P1 | P2 | P3 | PP | NO | NS |

### Konstruktorzy
| P  | +/− | Konstruktor         | Starty | Punkty | P1 | P2 | P3 | PP | NO | NS |
| -- | --- | ------------------- | ------ | ------ | -- | -- | -- | -- | -- | -- |
| 1  | 0   | Ferrari             | 10     | 63     | 4  | 2  | 1  | 3  | 2  | 2  |
| 2  | 0   | BMW Sauber          | 10     | 44     | -  | 2  | 1  | 1  | 1  | 1  |
| 3  | 0   | McLaren-Mercedes    | 10     | 42     | 1  | 1  | 2  | 1  | 2  | 1  |
| 4  | 0   | Williams-Toyota     | 10     | 13     | -  | -  | 1  | -  | -  | 2  |
| 5  | +1  | Red Bull-Renault    | 10     | 10     | -  | -  | -  | -  | -  | 2  |
| 6  | −1  | Toyota F1           | 10     | 9      | -  | -  | -  | -  | -  | 3  |
| 7  | 0   | Renault             | 10     | 9      | -  | -  | -  | -  | -  | 4  |
| 8  | 0   | Honda               | 10     | 3      | -  | -  | -  | -  | -  | 4  |
| 9  | 0   | Toro Rosso-Ferrari  | 10     | 2      | -  | -  | -  | -  | -  | 7  |
| 10 | 0   | Force India-Ferrari | 10     | -      | -  | -  | -  | -  | -  | 5  |
| 11 | 0   | Super Aguri-Honda   | 8      | -      | -  | -  | -  | -  | -  | 3  |
| P  | +/− | Konstruktor         | Starty | Punkty | P1 | P2 | P3 | PP | NO | NS |